# Васильківський Дмитро Іванович
Васильківський (значення)
Дмитро Іванович Васильківський (нар. 3 вересня 1941, село Слобода-Підлісівська, тепер Ямпільського району Вінницької області) — український радянський діяч, ланковий механізованої ланки колгоспу імені Котовського Ямпільського району Вінницької області, Герой Соціалістичної Праці (13.03.1979). Депутат Верховної Ради УРСР 11-го скликання.

## Життєпис
Народився в селянській родині. Освіта середня.
З 1958 року — колгоспник, тракторист колгоспу імені Котовського Ямпільського району Вінницької області. Служив у Радянській армії.
З 1967 року — механізатор, з 1972 року — ланковий механізованої ланки по вирощуванню цукрових буряків колгоспу імені Котовського села Слобода-Підлісівська Ямпільського району Вінницької області.
Член КПРС з 1975 року.
Потім — на пенсії в селі Слобода-Підлісівська Ямпільського району Вінницької області.

## Нагороди
- Герой Соціалістичної Праці (13.03.1979)
- орден Леніна (13.03.1979)
- медалі